# Verein Wiener Settlement
Der Verein Wiener Settlement war ein Wohltätigkeitsverein in Wien im 20. Jahrhundert.
Der Verein betätigte sich einerseits in der besseren Versorgung der Kinder der ärmeren Schichten, vor allem Straßenkindern, aber auch der Weiterbildung der Mütter, wie durch populär-wissenschaftliche Vorträge oder Kulturveranstaltungen, um deren berufliche Möglichkeiten zu verbessern. Ziel war:

„..die Anbahnung freundschaftlicher Beziehungen zwischen den Besitzlosen und der besitzenden Classe und die Hebung des geistigen, körperlichen und sittlichen Niveaus der armen Bevölkerung …, jedoch unter Ausschluss jeder politischen Thätigkeit“

Die Kinder wurden in familienähnlichen Gruppen betreut.

## Geschichte
Er wurde auf Initiative von Marie Lang am 8. Februar 1901 nach dem Vorbild Passmore Edwards Settlement in London gegründet. Neben Lang waren Else Federn, Marianne Hainisch, Clementine Wiener und Baronin Amelie Langenau Mitgründerinnen. Federn war in der Folge lange Jahre Leiterin. Aber auch andere bekannte Frauenrechtlerinnen und -rechtler, wie Friederike Zeileis, Ernestine Federn, Karl Federn, Betty Kolm oder Grete Löhr arbeiteten im Rahmen des Vereins mit.
Im Jahr 1902 trat er bereits dem Bund Österreichischer Frauenvereine bei. In der Folge konnten sie auch viele Personen aus dem bürgerlich-liberalen Kreis zur Mitarbeit gewinnen. Als erster Präsident fungierte Karl Renner. Moritz Kuffner, der Eigentümer der Ottakringer Brauerei stellte dem Verein ein kleines Arbeiterhaus in der Friedrich Kaisergasse in Ottakring zur Verfügung.
Ab dem Jahr 1918 konnte der Verein in einem eigenen Haus arbeiten. Infolge des Anschlusses im Jahr 1938 wurde der Verein enteignet und aufgelöst.
Im Jahr 1945 nahm zwar der Verein seine Arbeit wieder auf, allerdings fehlten die vielen jüdischen Mitarbeiter, die in der Zwischenkriegszeit mithalfen, im Laufe des Krieges aber entweder emigrierten oder ermordet wurden. Erst im Jahr 1950 konnte der Verein wieder in das 1938 enteignete Gebäude, das aber vollkommen leer war, einziehen.
Der Verein löste sich 2003 auf.